# Sandy Solo
Sandy Solo (* 13. September, bürgerlich Sandy Senad Honic) ist ein Rapper und Produzent aus Heilbronn.

## Leben
Im Alter von neun Jahren entdeckte er Hip-Hop für sich. Mit zwölf Jahren begann er zu rappen und mit 16 produzierte er seine ersten eigenen Beats. Im Jahr 1997 formierte er mit seinen Freunden Nenad, Heiko und DJ Sean die Gruppe Tha Hillz Connection. Nach deren Auflösung 1999 bestritt er bis 2006 sowohl alleine als auch als festes Mitglied der HNX Souldiers Auftritte im Vorprogramm von Kool Savas, Azad, Massive Töne, Curse und Sentino.
Bekannt wurde er durch seine Beteiligung an den ersten beiden Teilen von Feuer über Deutschland. In den dort dokumentierten battles konnte er sich gegen Kee Rush (2007) und Liquit Walker (2008) nicht durchsetzen. Er selbst bezeichnete dies einmal als „Segen und Fluch“, da ihn jetzt ganz Deutschland kenne, aber von der falschen Seite. Sandy Solo veröffentlichte danach Alben und Mixtapes (mit Features von Sentino, Bastian Fleig, Camouflow und anderen).
Anfang 2010 schloss er sich mit dem Heilbronner Rapper Peak zusammen und nahm mit ihm das Mixtape 28 Tage später auf, das in 28 Tagen komplett geschrieben und aufgenommen wurde. Jedem Track liegt eine Thematik zugrunde. Viele Hooks auf dem Mixtape wurden von Gastkünstlern (z. B. Mike Dalien von Down Low) eingesungen. Später in 2010 veröffentlichte er sein Album Coming to America, auf dem alle Beats von ihm selbst stammen. Alle Gastrapper wurden exklusiv für dieses Album aufgenommen. Zu gehören Royce da 5′9″, Termanology, Havoc (Mobb Deep), Big Noyd, Cormega, Young Noble & Hussein Fatal (Outlawz), J. R. Writer & Hell Rell (Diplomats/Dip Set), Nature, Shyheim und einige andere. Das Album verkaufte sich vorwiegend in Amerika und Asien.
2012 erschien sein Album Besser als mein Ruf mit Features von Franky Kubrick, Illmatic, Royce da 5′9″, Sentence aka Sentino, Young Noble, Six Eastwood, Mike Dalien von Down Low und vielen anderen Künstlern. 2013 erschien sein Mixtape Bei Nacht kostenlos bei der amerikanischen Internetseite datpiff. Das Mixtape wurde von Sandy Solo innerhalb von sieben Tagen geschrieben, produziert und aufgenommen.
Mit Nenad, der mit ihm gemeinsam Teil der Gruppe Tha Hillz Connection gewesen war, gründete er 2014 die Gruppe Mobb Fu. Der Sound der Gruppe war stark von dem New York Rap der 1990er jahre inspiriert. Zusammen veröffentlichten sie das Album Codex. Ende des Jahres 2014 folgte dann noch die Winter Ep und im Sommer 2015 das zweite Album Illusion. Zusammen traten sie unter anderem auf dem Out 4 Fame Festival auf.
Sandy Honic spielte in der deutschen Krimikomödie Im Winter, so schön (2015) eine kleine Rolle. Im August 2016 veröffentlichte er außerdem sein erstes Instrumental-Album Space Odyssey. In der ZDF_neo Serie neoManiacs (2017) und dem ZDF Mehrteiler Bad Banks (2018) stand er erneut in kleinen Rollen vor der Kamera.

## Diskografie
Alben
- 2001: Weltverbot
- 2002: Stay True
- 2007: Lunch for Champions
- 2008: Surviving the Game
- 2009: Die neue Hoffnung
- 2010: Coming to America
- 2010: Coming to America (Instrumental-Version)
- 2012: Besser als mein Ruf
- 2014: Codex (mit Nenad als Mobb Fu)
- 2015: Illusion (mit Nenad als Mobb Fu)
- 2016: Space Odyssey (Instrumental Album)
- 2019: Forever is a Long Time EP (zusammen mit Chris Skillz)
- 2019: The Morning After
- 2023: Good Chemistry (zusammen mit Jamal Gasol)
- 2023: Something Like ´86 (zusammen mit Grim Moses)

Mixtapes
- 2004: Streetz iz Hungry Vol.1
- 2005: Streetz iz Hungry Vol.2
- 2005: Tha City
- 2006: Streetz iz Hungry Vol.3
- 2006: Breakfast for Champions
- 2008: Wo ist mein Geld
- 2009: Best of…Vol.1
- 2010: 28 Tage später (zusammen mit Peak)
- 2011: Rumble in Heilbronx
- 2012: Friday Vol. 1
- 2013: Bei Nacht
- 2015: Flugmodus[4]
- 2017: Kleiner Bruder
- 2018: Trump Tape
- 2018: Trump Tape 2
- 2019: Trump Tape 3
- 2020: Trump Tape 4
- 2022: Trump Tape 5
- 2023: Trump In Blue

Sonstige
- Feuer über Deutschland 2 (Sampler)
- Shrazy gibt Deutschrap ein Mic vol.1 (Sampler)
- Shrazy gibt Deutschrap ein Mic vol.2 (Sampler)
- Soulmind präsentiert: American Gangster (Mixtape)
- DJ Case & DJ khaled: Coast 2 Coast Germany vol. 1 (Mixtape)
- Mobb Fu & da Crew - Chapter 1 (Sampler)

Filmografie
- Feuer über Deutschland 2
- Feuer über Deutschland 3
- Im Winter, so schön (Kriminalkomödie)
- neoManiacs (ZDF_neo-Serie)
- Bad Banks (Serie)
- Bis zum letzten Tropfen (ARD-Spielfilm)
- Rohbau (Kinofilm)

## Belege
1. ↑  Sandy Solo arbeitet an Ami-Album. hiphop.de, 13. Januar 2009. Archiviert vom Original bei archive.org am 2. April 2011
2. ↑  http://www.datpiff.com/SANDY-SOLO-Bei-Nacht-mixtape.514366.html
3. ↑  Mobb Fu out4Fame. Archiviert vom Original (nicht mehr online verfügbar) am 9. September 2015; abgerufen am 13. Juni 2015.
4. ↑  Flugmodus Mixtape. Abgerufen am 24. Mai 2016.

| Personendaten    | Personendaten                        |
| ---------------- | ------------------------------------ |
| NAME             | Solo, Sandy                          |
| ALTERNATIVNAMEN  | Honic, Sandy Senad (wirklicher Name) |
| KURZBESCHREIBUNG | deutscher Rapper                     |
| GEBURTSDATUM     | 13. September 20. Jahrhundert        |